# Охотино (Курганская область)
Охотино — деревня в Белозерском районе Курганской области. Входит в состав Нижнетобольного сельсовета.

## История
До 1917 года входила в состав Белозерской волости Курганского уезда Тобольской губернии. По данным на 1926 год деревня Охотина состояла из 29 хозяйств. В административном отношении входила в состав Меньщиковского сельсовета Белозерского района Курганского округа Уральской области.

## Население
| 1912 | 1926 | 1989 | 2002 | 2010 |
| ---- | ---- | ---- | ---- | ---- |
| 158  | ↘150 | ↘45  | →45  | ↘29  |

По данным переписи 1926 года в деревне проживало 150 человек (77 мужчин и 73 женщины), в том числе: русские составляли 100 % населения.